# Klobásník

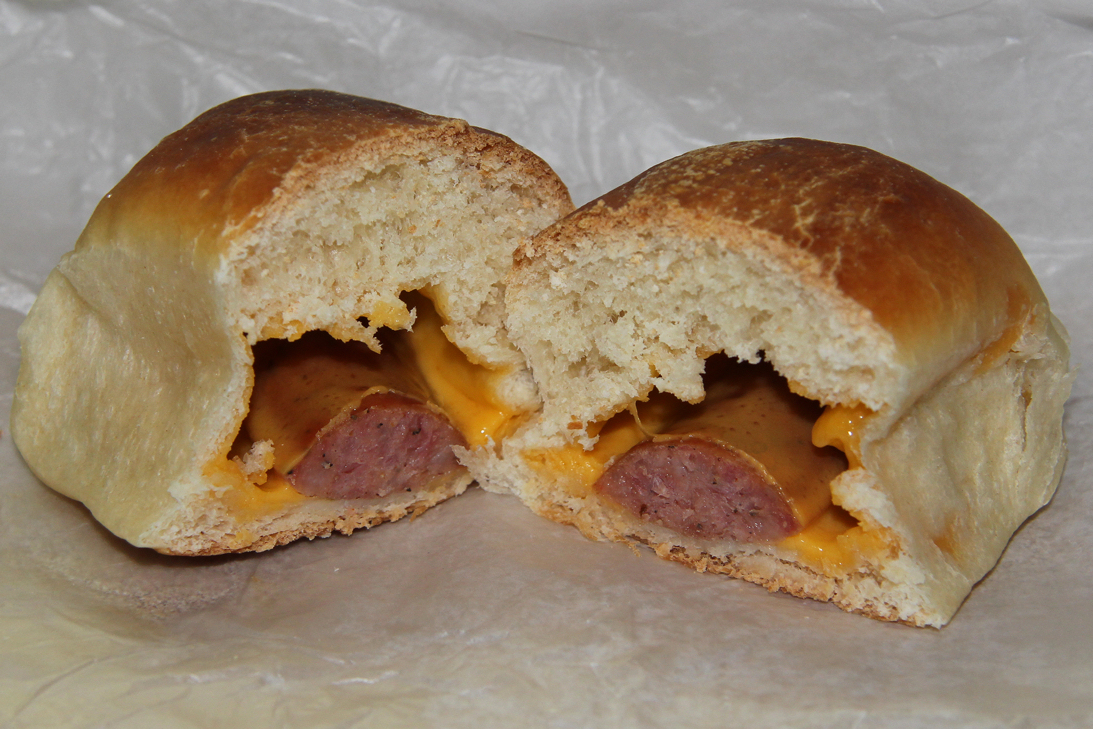
Americká variantu klobásníku se sýrem

Klobásník (anglicky též klobasnek) je pokrm z těsta na koláče plněný klobásou (případně mletým masem) a často i dalšími ingrediencemi, jako například sýrem, šunkou, vejcem nebo paprikou. Vzhledem často připomínají buchty. Tento pokrm patrně vymysleli čeští emigranti v USA, konkrétně ve státě Texas, kde je klobásník poměrně populární.
Klobásníky jsou ovšem známé i v Česku, především pak v Moravskoslezském kraji, kde se podávají jako velikonoční pokrm. Od amerického klobásníku se ale poměrně liší: český klobásník má zpravidla tvar koule a je plněn mletým masem.